# Stop order
Een stop order of stop-loss order is een opdracht tot aankoop of verkoop van effecten die pas mag worden uitgevoerd op het moment dat de koers een bepaald door opdrachtgever ingesteld prijsniveau bereikt. Dat prijsniveau wordt (naar het Engels) trigger genoemd. Dus een handelaar die een stop order moet uitvoeren moet wachten met het uitvoeren van de opdracht tot kopen of verkopen van de effecten, totdat hij ziet dat de koers van die effecten op het niveau van de afgesproken trigger komt.
Zoals veel beurstermen is stop order een Engelse term. De stop order is een van de ordertypen die mogelijk is op de internationale beurzen, daaronder het handelssysteem op de Nederlandse beurs, het NSC.

## Varianten

### Stop limit order
De stop limit order wordt een gewone limietorder op het moment dat de triggerprijs gehaald wordt.
Bijvoorbeeld, er wordt een verkooporder voor KLM opgegeven met als limiet 7,25 euro en als trigger (stop) 8 euro. De koers op het moment is 6,72, dus de order zal niet in het orderboek terechtkomen en niet uitgevoerd worden. Komt de prijs echter op een gegeven moment op het niveau van 8 euro, dan gaat de verkooporder naar de beurs als een limietorder met als limiet 7,25 euro. Er wordt dus uitsluitend verkocht vanaf 7,25 euro. Als de koers daarboven blijft (bijvoorbeeld 7,60 euro), dan komt de order tot uitvoering. De order wordt niet onder de opgegeven limiet uitgevoerd (het is geen bestensorder). Bij een verkoop ligt de limiet altijd lager dan de stop, bij een kooporder is de limiet altijd hoger dan de stop.

### Stop loss order
De stop loss order is vergelijkbaar met de stop limit order, met dien verstande dat op het moment van het bereiken van de trigger de order geen limietorder wordt maar een bestensorder. De order zal dan kost wat kost gevuld moeten worden.
Dit type order wordt door professionele beleggers ingezet om effecten te kopen of te verkopen op het moment dat de markt door een bepaalde grens heen breekt.

#### Gevolgen van stop loss orders
De geautomatiseerde systemen van de brokers hebben dit soort orders opgeslagen staan, en zullen die orders direct uitvoeren wanneer de markt door een grens heen gaat. Dit kan enorme koersschommelingen tot gevolg hebben, wanneer meerdere brokers eenzelfde triggerprijs voor hun stop-loss orders ingebracht hebben. Dan kan opeens een enorm aanbod of een enorme vraag ontstaan. Een aantal van de beurscrashes in de afgelopen jaren is door dit soort interacties sterk verergerd.
Het antwoord van de beurs op dit fenomeen is dat de beurs het recht heeft om de handel (in een aandeel bijvoorbeeld) voor een kwartier stil te leggen, zodat de handelaars even rustig kunnen beoordelen of de aankoop of verkoop inderdaad zo sterk doorgevoerd moet worden.